# Arquitectura jacobina

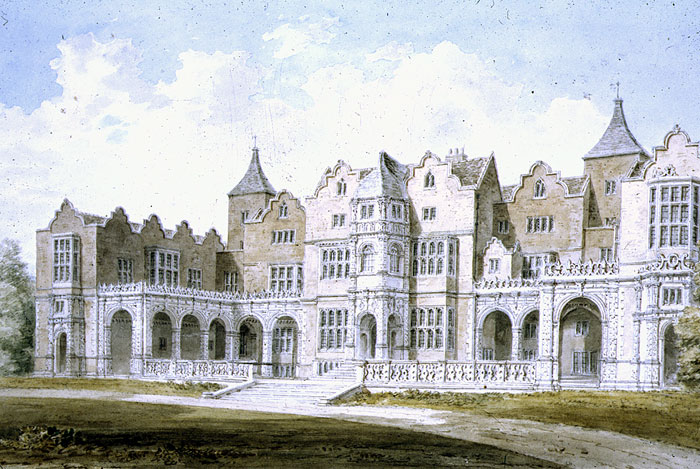
Casa Holland, exponente del estilo jacobino.

La arquitectura jacobina es el nombre que se le da a un estilo arquitectónico que corresponde con la segunda fase del Renacimiento en Inglaterra, posterior al estilo isabelino. Su nombre se corresponde con el Rey Jacobo I de Inglaterra, con cuyo reinado se asocia.
El reinado de Jacobo I (1603–1625), un discípulo de las nuevas corrientes, fue testigo de la primera adopción decisiva de motivos renacentistas que habían llegado en forma libre a Inglaterra desde Alemania y tallistas flamencos, y no desde Italia. Si bien permanecieron las formas básicas del diseño isabelino, se observa un uso más consistente y unificado del diseño formal, tanto en planta como en elevación. Se hace mucho uso de columnas y pilastras, arcadas de arco circular, y techos planos con parapetos. Estos junto con otros elementos clásicos aparecen en una forma libre y fantasiosa vernácula más que en una expresión de pureza clásica. Con ellos se mezclaron las terminaciones prismáticas y detalles ornamentales tales como pergaminos, cintas, y losanges característicos del estilo isabelino. El estilo influyó sobre el diseño de los muebles y otras artes decorativas. Entre los edificios jacobinos se destacan la casa Hatfield, en Hertford; la casa Knole, cerca de Sevenoaks en Kent; la casa Holland, obra de John Thorpe y la Finca Drax Hall de Barbados.
Si bien el término es generalmente utilizado para referirse al estilo que prevaleció en Inglaterra a comienzos del siglo XVII, sus detalles decadentes y peculiares se pueden observar ya unos veinte años antes en el Wollaton Hall, Nottinghamshire, en Oxford y Cambridge existen ejemplos que se remontan a 1660, independientemente de la introducción del estilo italiano más puro usado por Íñigo Jones en 1619 en el Whitehall. 